# Gouvernement Fils-Aimé
République d’Haïti
Conille II 
Le gouvernement Alix Didier Fils-Aimé est le gouvernement d'Haïti depuis le 16 novembre 2024.

## Historique

### Formation
Le 10 novembre 2024, Alix Didier Fils-Aimé est désigné comme nouveau Premier ministre d'Haïti à la suite du limogeage de Garry Conille,. Il prend ses fonctions le 11 novembre, au lendemain de son retour des États-Unis.
Il forme son gouvernement le 15 novembre. Contrairement au précédent, ce gouvernement n'est pas resserré. L'équipe gouvernementale comprend 18 ministres et un secrétaire d'État, dont quatre femmes et quinze hommes. Huit ministres sortants sont reconduits. Le gouvernement est installé le 16 novembre.

## Composition
La composition est la suivante.
| Portefeuille                                                                   | Titulaire | Titulaire                         | Parti  |
| ------------------------------------------------------------------------------ | --------- | --------------------------------- | ------ |
| Premier ministre                                                               |           | Alix Didier Fils-Aimé             | Vérité |
| Ministre de l'Intérieur et des Collectivités territoriales                     |           | Paul Antoine Bien-Aimé            | SE     |
| Ministre de la Justice et de la Sécurité publique                              |           | Patrick Pelissier                 | SE     |
| Ministre des Affaires étrangères et des Cultes                                 |           | Jean Harvel Victor Jean-Baptiste  | SE     |
| Ministre des Haïtiens vivant à l’étranger                                      |           | J.E Kathia Verdier                | SE     |
| Ministre de l'Économie et des Finances                                         |           | Alfred Metellus                   | SE     |
| Ministre de la Planification et de la Coopération externe                      |           | Ketleen Florestal                 | SE     |
| Ministre de l'Agriculture, des Ressources naturelles et du Développement rural |           | Vernet Joseph                     | SE     |
| Ministre des Travaux publics, des Transports et de la Communication            |           | Raphael Hosty                     | SE     |
| Ministre du Commerce et de l'Industrie                                         |           | James Monazard                    | SE     |
| Ministre du Tourisme                                                           |           | Erick Dessources                  | SE     |
| Ministre de l'Environnement                                                    |           | Moïse Jean-Pierre Fils            | SE     |
| Ministre de l'Éducation Nationale et de la Formation professionnelle           |           | Antoine Augustin                  | SE     |
| Ministre de la Culture et de la Communication                                  |           | Patrick Delatour                  | SE     |
| Ministre des Affaires sociales et du Travail                                   |           | Georges Wilbert Franck            | SE     |
| Ministre de la Santé publique et de la Population                              |           | Duckenson Lorthe Blema            | SE     |
| Ministre à la Condition féminine et aux Droits de la Femme                     |           | Pédrica Saint-Jean                | SE     |
| Ministre de la Jeunesse, des Sports et de l'Action civique                     |           | Niola Lynn Sarah Devalis Octavius | SE     |
| Ministre de la Défense                                                         |           | Jean Michel Moïse                 | SE     |
| Secrétaire d’État aux Collectivités territoriales                              |           | Patrick Sully W. Joseph           | SE     |